# Галанчозький район
Галанчозький район (рос. Галанчожский район, чеч. ГаланчӀожан кӀошт) — адміністративно-територіальна одиниця Чеченської республіки Російської Федерації з адміністративним центром в селі Галанчож. Створений у 2012 році, раніше існував у 1925—1929 роках в складі Чеченської автономної області та у 1935—1944 роках — в складі Чечено-Інгушської АРСР.

## Загальна інформація
Один з древніх історичних чеченських районів. За переказами, саме звідси вийшли корінні тейпи, котрі згодом утворили чеченський народ. На території району знаходяться середньовічні пам'ятники, котрі мають історичну та духовну цінність для чеченців — старовинні бойові та житлові вежі, замки та шановані в народі озеро Галанчож та гора Ердикорт.

## Населення
На 1 січня 1926 року кількість населення району становила 8 453 особи, кількість дворів — 1 298. Станом на 17 грудня 1926 року, за переписом населення, кількість жителів району становила 6 421 особу.
Відповідно до перепису населення, станом на 17 січня 1939 року кількість населення району становила 9 499 осіб, з них чоловіків — 4 927, жінок — 4 572, все населення сільське.

## Історія
Утворений 1925 року, в складі Чеченської автономної області РРФСР, де проіснував до 1929 року. Станом на 1 січня 1926 року площа території становила 660 км², район складався з 9 сільських рад, до котрих входило 60 поселень. У 1929 році складався з 9 сільських рад.
Відновлений 1935 року в складі Чечено-Інгушської автономної РСР. Густонаселений та один з найбільших районів ЧІ АРСР, до його складу входили 12 органів місцевого самоврядування (Акинське, Бавлойське, Балойське, Галанчозьке, Кеїстинське, Мелх'їстинське, Мержойське, Нашхойське, Пешхойське, Терлоєвське та Ялхарівське сільські поселення), котрим підпорядковувалися 140 сіл. Межував на півдні з Урус-Мартановським та Ачхой-Мартановським районами, на сході — з Ітум-Калінським та Шатойським районами, на півдні — з Грузинською РСР, на заході — з Інгушетією.
У 1941 році в районі відбулося антирадянське повстання під керівництвом Хасана Ісраїлова та Маїрбека Шеріпова.
В лютому 1944 році район ліквідовано та розформовано, територію розподілено між Ачхой-Мартановським, Сунженським та Ітум-Калінським районами. Радянською владою було заборонено чеченцям повертатися до Галанчозького району, всі населені пункти якого було зруйновано.
Відновлений у 2012 році, відповідно до рішення Законодавчих зборів Чеченської республіки «Про внесення змін в статтю 59 Конституції ЧР».